# Chasing Pirates
Chasing Pirates è il primo singolo estratto dall'album The Fall di Norah Jones, pubblicato il 5 ottobre 2009 dall'etichetta discografica Blue Note.
La canzone è stata scritta dalla stessa cantante e prodotta da Jacqueline King.

## Tracce
Promo - CD-Single (Blue Note 3092762 (EMI) / EAN 5099930927629)
1. Chasing Pirates - 2:41

Promo - CD-Single (Blue Note 50999-4-55872-21 (EMI) / EAN 5099945587221)
1. Chasing Pirates - 2:40
2. Jesus Etc. (Live) - 3:42

Remix EP - 12" EP (Blue Note 509994 56803 1 1 (EMI) / EAN 5099945680311)
1. Chasing Pirates (Santigold and Snotty Remix) - 2:44
2. Chasing Pirates (Droogs Remix) - 3:18
3. Chasing Pirates (Original Album Version) - 2:41
4. That's What I Say (The NYC Remix by Adrock and Mike D) - 3:09
5. That's What I Say (Original Version) - 2:41

## Classifiche
| Classifica (2009) | Posizione raggiunta |
| ----------------- | ------------------- |
| Belgio (Vallonia) | 6                   |
| Portogallo        | 12                  |
| Belgio (Fiandre)  | 21                  |
| Italia            | 21                  |
| Svizzera          | 23                  |
| Svezia            | 26                  |
| Austria           | 38                  |
| Irlanda           | 39                  |
| Germania          | 66                  |
| Regno Unito       | 87                  |